# Oturehua
Le centre ville d’Oturehua est situé dans la vallée d’Ida Valley dans la région du plateau de Maniototo (en), de Central Otago, située dans l’Île du Sud de la Nouvelle-Zélande.

## Géographie
Connu sous le nom de Rough Ridge jusqu’en 1907, le village se situe à 500 mètres au dessus du niveau de la mer, à quelque 25 kilomètres de la ville de Ranfurly, à laquelle il est relié par la route et par le chemin de randonnée de longue distance nommé Otago Central Rail Trail.

## Histoire
La ville d’Oturehua siège au pied la chaîne de ‘Rough Ridge’, une chaîne de collines portant le même nom, que celui qui était donné autrefois à la ville d‘Oturehua. Le secteur a été l’objet de peu de changement depuis sa description en 1905, quand il fut qualifié de ‘bonne terre arable’ dans laquelle d’importantes récoltes peuvent être espérées avec succès.
En 1905, le centre-ville comprenait un bureau de poste et de télégraphe, un magasin, un hôtel situé près de la station de chemin de fer, une école, un dépôt de charbon et un moulin à farine. De ceux-là, seuls le magasin de "Gilchrist's General Store" et la "Taverne d’Oturehua" persistent.

## Attractions locales
Le Hayes Engineering, est localisé immédiatement au sud-ouest du centre-ville. C'était autrefois le domicile d’’Ernest Hayes’, un fermier et meunier, qui commença à produire des outils pour le travail de la ferme à partir de sa propriété d’Oturehua. Hayes inventa une ‘crépine métallique' acclamée de façon internationale ! ainsi qu’un blocage de poulie, un arrêt pour le bétail et un moulin à vent.
Le barrage de ‘Idaburn Dam’, localisé à 3 km au sud-ouest de la ville d’Oturehua, le long de la route de Ida Valley Omakau Road, est parfois utilisé  (sous la condition d’en avoir l’autorisation), pour pratiquer les tournois de curling.
C’est aussi le site du rallye de motos de Brass Monkey (en), un évènement annuel qui a lieu au milieu de l’hiver.
Le chemin de randonnée nommé Otago Central Rail Trail passe à travers le secteur d’Oturehua. Il est adjacent à la route de la ‘Ida Valley Omakau Road.
La ville d’Oturehua offre de nombreuses options de logements pour les randonneurs à cheval.

### Patrimoine des mines d’or
Localisé à 2 km à l’est de la ville d’Oturehua dans la crête de  ‘Rough Ridge’, se trouvent les restes d’une mine de quartz du ‘Golden Progress’. Les travaux sont notables comme le montre le chevalet en forme de tête de champignon, qui reste encore actuellement, le seul persistant du champ aurifère d’Otago. Le chevalet de la mine ‘Golden Progress’ fut construit en bois dur venant d’Australie et érigé plus tard que les autres vers 1928,ce qui explique sa survie. La mine de Golden Progress était animée par trois chaudières à lignite, deux chaudières pour diriger la grande roue au niveau du chevalet et une pour animer la batterie située plus bas dans le ravin.

## Liens Externes
- (en) Hayes Engineering Works

- New Zealand Gazetteer